# Batalla de Sedgemoor
La batalla de Sedgemoor tuvo lugar el 6 de julio de 1685 en Westonzoyland, cerca de Bridgwater en Somerset, Inglaterra.

## Antecedentes
Fue la batalla final de la Rebelión de Monmouth entre las tropas del rebelde James Scott, quien estaba intentando tomar el trono inglés, y Jacobo II de Inglaterra. Jacobo II había accedido al trono por la muerte de su hermano Carlos II el 2 de febrero de 1685; James Scott era el hijo ilegítimo de Carlos.
Luego de llegar a Lyme Regis en Dorset, procedente de Holanda, había habido una serie de manifestaciones y escaramuzas a lo largo de Dorset y de Somerset. Al final, el ejército mal equipado de Monmouth debieron retroceder, siendo acorralado en Bridgwater el 3 de julio, por lo que ordenó a sus tropas fortificar el pueblo. La fuerza se componía de aproximadamente 3500 personas, mayormente artesanos y agricultores inconformistas, armados con herramientas de granja (como horquillas).
Las tropas reales lideradas por Louis de Duras y por John Churchill acamparon en Westonzoyland. La infantería incluía 500 hombres del Primer Regimiento de a pie (Royal Scots), dos batallones del Primer o del Regimiento Real de Guardias del Rey (Grenadier Guards) comandados por Henry FitzRoy, primer duque de Grafton, 600 hombres del Segundo Regimiento de Guardias y cinco compañías del Regimiento del Consorte de la Reina (Kings Own Royal Border Regiment). El ejército estaba conformado por la caballería real, con siete tropas, 420 hombres de Earl de Oxford, el Regimiento de a caballo del Rey (Blues and Royals), los Dragones Reales y tres tropas de los Guardias de a caballo del Rey (Lifeguards).

## La batalla
El Duque de Monmouth lideró sus tropas mal entrenadas y peor equipadas fuera de Bridgwater alrededor de las 10.00 p. m. para llevar a cabo un ataque nocturno al ejército real. Fueron guiados por Richard Godfrey, el sirviente de un granjero local, a lo largo del camino antiguo de Bristol. Con su limitada caballería a la vanguardia, se dirigieron hacia el sur y salieron al páramo abierto con sus pasos profundos y peligrosos.
Hubo un retraso y los primeros hombres que cruzaron se encontraron con una patrulla real. Se disparó un tiro y un jinete de la patrulla salió galopando a informar a sus superiores. Lord Grey de Warke hizo avanzar a la caballería rebelde, pero sus movimientos fueron captados por el Regimiento de a caballo del Rey que alertó al resto de las fuerzas reales. El mejor entrenamiento del ejército regular y sus caballos superaron a las fuerzas rebeldes.

## Captura
Monmouth escapó del campo de batalla con Grey y se dirigió a la costa sur, disfrazados como campesinos. Fueron capturados cerca de  Ringwood, Hampshire. Monmouth fue llevado a la Torre de Londres donde fue, tras varios golpes del hacha, finalmente decapitado.